# M-4重锤轰炸机
米亚西舍夫 米亚-4 “锤子”（俄语：Молот），美国空军/美国防部编号“37型”， 北约代号野牛，是苏联第一种喷气战略轰炸机。由弗拉基米尔·米哈伊洛维奇·米亚西舍夫设计。

## 设计與發展
第二次世界大戰後，蘇聯希望優先發展能夠發射原子武器的遠程戰略轟炸機。他們第一架飛機是圖波列夫的Tu-4，它是美國B-29超級堡壘的逆向工程版本。 在當時，Tu-4只是蘇聯的權宜之計。由於蘇聯不擁有像美國戰略轟炸機部隊般的戰略前沿機場，可以在靠近蘇聯的盟國駐紮地（例如日本）作戰，發展自B-29的Tu-4沒有到達美國的航程，也缺乏來自朝鮮戰爭的經驗中活塞發動機極易受到敵方噴氣戰鬥機的攔截。隨著美國B-47和英國勇士式轟炸機等西方噴氣式轟炸機的發展和挑戰，弗拉基米爾·米哈伊洛維奇·米亞甚切夫（Vladimir Mikhailovich Myasishchev）被指示在1951年春季建造戰略轟炸機（SDB，Strategicheskiy Dahl'niy Bombardirovshchik – strategic long-range bomber)。第一架M-4（ 北約代號：Bison-A）原型機於1953年1月20日飛行，其後於1954年3月移交給州驗收試驗，並於年末開始生產。它於1955年開始服役，共建造了34架，其中包括兩個原型。

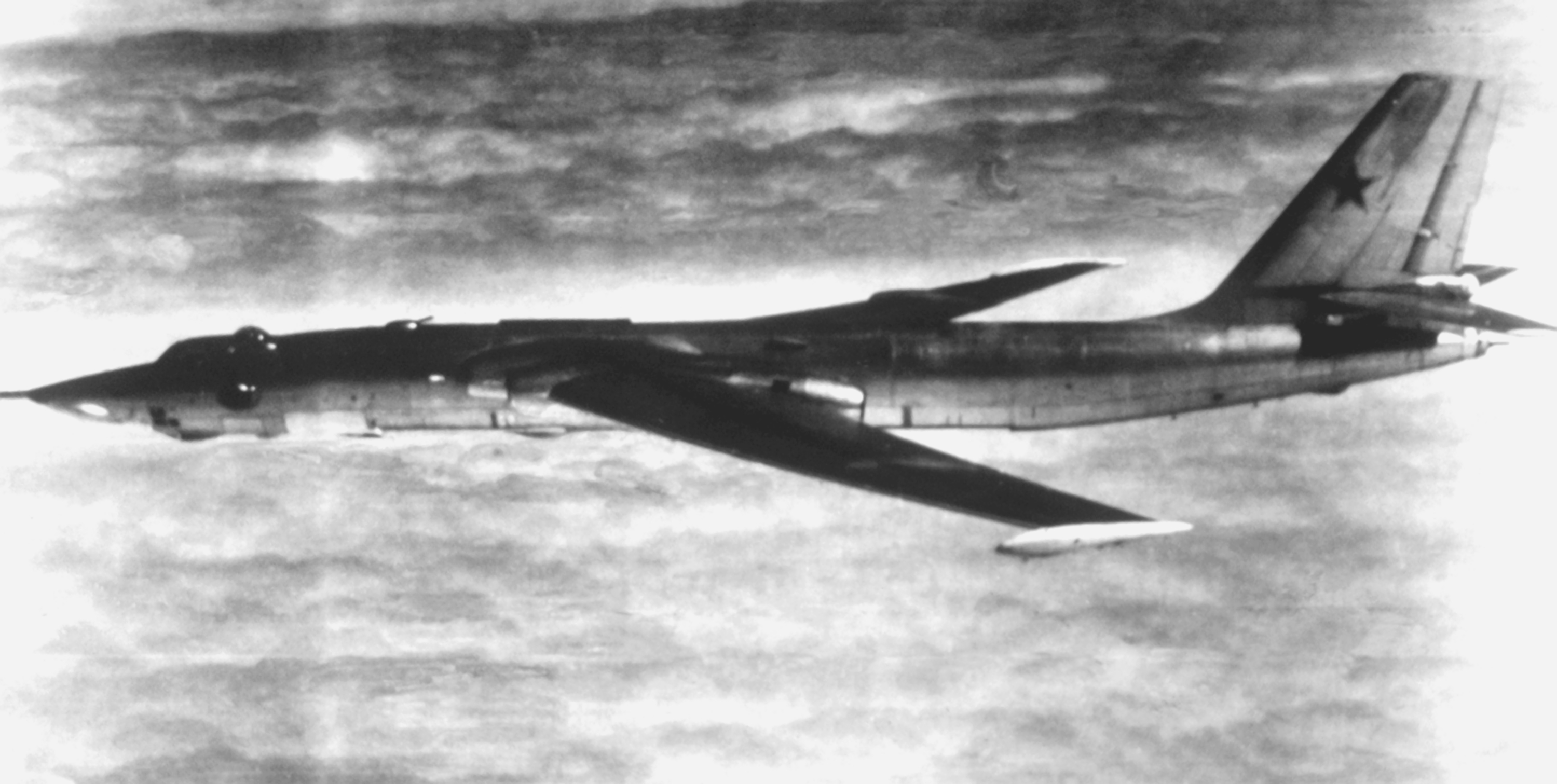
1982年的米亚-3MD